# 1973 у Миколаєві
| Роки в Миколаєві ← • 1901 • 1902 • 1903 • 1904 • 1905 • 1906 • 1907 • 1908 • 1909 • 1910 • 1911 • 1912 • 1913 • 1914 • 1915 • 1916 • 1917 • 1918 • 1919 • 1920 • 1921 • 1922 • 1923 • 1924 • 1925 • 1926 • 1927 • 1928 • 1929 • 1930 • 1931 • 1932 • 1933 • 1934 • 1935 • 1936 • 1937 • 1938 • 1939 • 1940 • 1941 • 1942 • 1943 • 1944 • 1945 • 1946 • 1947 • 1948 • 1949 • 1950 • 1951 • 1952 • 1953 • 1954 • 1955 • 1956 • 1957 • 1958 • 1959 • 1960 • 1961 • 1962 • 1963 • 1964 • 1965 • 1966 • 1967 • 1968 • 1969 • 1970 • 1971 • 1972 • 1973 • 1974 • 1975 • 1976 • 1977 • 1978 • 1979 • 1980 • 1981 • 1982 • 1983 • 1984 • 1985 • 1986 • 1987 • 1988 • 1989 • 1990 • 1991 • 1992 • 1993 • 1994 • 1995 • 1996 • 1997 • 1998 • 1999 • 2000 • → |

1973 у Миколаєві — список важливих подій, що відбулись у 1973 році в Миколаєві. Також подано перелік відомих осіб, пов'язаних з містом, що народились або померли цього року, отримали почесні звання від міста.

## Події

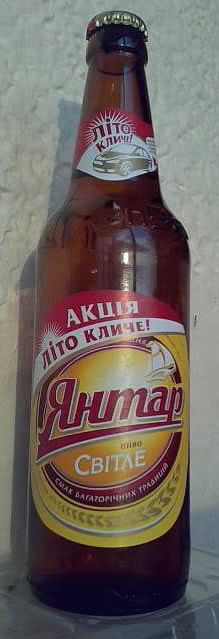
Пляшка пива виробництва пивзавода «Янтар»

- За чеським проектом та з використанням найдосконаліших на той час технологій було збудовано Миколаївський пивзавод «Янтар».
- Шляхом приєднання міста Жовтневе (історичного Богоявленська й Вітовки) був утворений Корабельний район Миколаєва.
- Миколаївський бронетанковий завод, що до того займався середнім ремонтом танків, перейшов а капітальний ремонт бронетранспортерів[1].
- 14 вересня на заводі імені 61 комунара спущений на воду великий протичовновий корабель проєкту 1134Б «Азов».

## Особи

### Очільники
- Голова виконавчого комітету Миколаївської міської ради — Микола Брюханов.
- Едуард Шорін змінив на посаді 1-й секретар Миколаївського міського комітету КПУ Леоніда Шараєва.

### Почесні громадяни
- У 1973 році звання Почесного громадянина Миколаєва не присвоювалось.

### Народились
- Цигульова Оксана Миколаївна (нар. 15 грудня 1973, Миколаїв) — українська спортсменка, яка спеціалізувалася в стрибках на батуті, призерка Олімпійських ігор. Заслужений майстер спорту України.
- Іванюк Василь Володимирович (нар. 1973, Очаків) — український підприємець та політик, начальник Миколаївського морського торговельного порту.
- Булавицький Яків Іванович (нар. 1 березня 1973, Миколаїв) — український живописець, іконописець.
- Вадатурський Андрій Олексійович (нар. 11 квітня 1973, с. Трикратне, Вознесенський район, Миколаївська область) — український підприємець, громадський діяч і політик, народний депутат України VIII скликання, голова Наглядової ради ТОВ СП «Нібулон».
- Шестопалова Юлія Анатоліївна (нар. 5 травня 1973, Миколаїв) — українська модель, володарка титулів «Міс Миколаїв» та «Міс Україна 1990».
- Чуніхін Аркадій Анатолійович (нар. 5 лютого 1973, Миколаїв, СРСР) — радянський та український футболіст, захисник, пізніше — тренер.
- Васильків Руслан Борисович (нар. 8 січня 1973) — український футболіст, захисник. У складі футбольного клубу «Миколаїв» провів 55 матчів, забив 3 голи.
- Скідан Геннадій Вікторович (нар. 24 липня 1973, Сімферополь, Кримська область) — український футболіст, півзахисник. У складі СК «Миколаїв» — переможець, найкращий бомбардир та найкращий гравець першої ліги чемпіонату України 1997/98.
- Петруня Сергій Олександрович (нар. 4 квітня 1973) — радянський, український та російський футболіст, півзахисник. У складі футбольного клубу «Миколаїв» провів 84 матчі.
- Бєлозеров Олександр Михайлович (нар. 9 грудня 1973, Термез, УзРСР, СРСР (нині Узбекистан)) — український академічний веслувальник, чемпіон Європи, учасник літніх Олімпійських ігор в Атланті. Тренувався у Миколаєві. Випускник Миколаївського училища фізичної культури та спорту та Школи вищої спортивної майстерності Миколаєва.
- Бєлоусова Олена Леонідівна (нар. 2 лютого 1973, Кривий Ріг) — художній керівник вокального ансамблю «Чорноморці», заслужена артистка України.
- Марченко Вячеслав Станіславович (нар. 10 травня 1973, Миколаїв) ― український науковець, заступник директора Національного антарктичного наукового центра, інженер та водолаз-інструктор. Брав участь у експедиціях на острів Шпіцберген та 25-ій українській антарктичній експедиції. Учасник війни на сході України.
- Шерстньова Наталія Олексіївна (нар. 3 березня, 1973, Миколаїв) — українська фристайлістка, що спеціалізується на акробатичних стрибках, учасниця зимових Олімпійських ігор 1992 та 1994 року, двічі брала участь у чемпіонаті світу з фристайлу, віце-чемпіонка світу серед молоді 1990 року.

### Померли
- Чумичев Микола Семенович (нар. 25 листопада 1905, Ростов-на-Дону — пом. 1973) український радянський господарський діяч. Депутат Верховної Ради УРСР 1-го скликання. З 1951 до 1957 року очолював Південний турбінний завод в Миколаєві.
- Дядиченко Вадим Архипович (нар. 17 (30) травня 1909, Чернігів — пом. 24 серпня 1973, Київ) — український історик, досліджував генезу права на Гетьманщині. Доктор історичних наук, професор.
- Сосницький Сергій Васильович (нар. 1913, Миколаїв — пом. 3 січня 1973, Сімферополь Кримської області) — український радянський діяч, голова Севастопольського міськвиконкому, заступник голови Кримського облвиконкому.
- Безпольотова Валентина Володимирівна (нар. 20 жовтня 1920, Миколаїв — пом. 14 жовтня 1973, Чернівці) — українська актриса, заслужена артистка УРСР.
- Кімалов Олександр Савелійович (нар. 28 серпня 1948 — пом. 25 серпня 1973, Миколаїв) — радянський футболіст, нападник. Майстер спорту СРСР з 1969 року. У складі «Суднобудівника» виходив на поле в півфінальному матчі Кубку СРСР 1969. Убитий ударом багнета німецької гвинтівки під час відпочинку в миколаївському ресторані.
- Совейко Роберт Никодимович (нар. 20 липня 1937, Ленінград — пом. 21 жовтня 1973, Ленінград) — радянський футболіст, захисник. Майстер спорту СРСР. З 1967 по початок 1970 роки відіграв у «Суднобудівник» Миколаїв (126 матчів у першості і 13 матчів у кубку СРСР).